# Koruna Česká (monarchistická strana Čech, Moravy a Slezska)
Koruna Česká (monarchistická strana Čech, Moravy a Slezska) je česká monarchistická a konzervativní politická strana, usilující o změnu státního zřízení na konstituční monarchii s panovníkem z habsbursko-lotrinské dynastie a dvoukomorovým parlamentním systémem. Její volební výsledky se od první účasti ve volbách pohybují v řádu desetin a setin procent.

## Historie

### Politické hnutí

Jiná používaná verze loga

Předchůdcem Koruny České byla občanská iniciativa České děti, bývalá opoziční skupina založená disidentem Petrem Placákem, která na jaře 1988 vydala manifest, v němž vyhlásila obnovu Českého království. České děti v průběhu roku 1989 vydávaly samizdatový časopis Koruna.
Koruna Česká byla slavnostně založena jako monarchistické hnutí (plným názvem KORUNA ČESKÁ, Royalistické hnutí Čech, Moravy a Slezska) 25. listopadu 1990 v pražském Realistickém divadle při setkání přívrženců Českého království, svolaném představiteli iniciativy České děti. Prvním představeným (předsedou) hnutí se stal MUDr. Dalibor Stejskal. Oficiální registrace KČ jako politického subjektu byla vyřízena 29. srpna 1991. 14. prosince toho roku se pak v Pálffyho paláci konal I. Generální sněm hnutí.
Během prvních let své činnosti prosazovala Koruna Česká obnovení Českého státu v historických hranicích, a proto podpořila rozdělení Československa. Ve volbách do  České národní rady v roce 1992 kandidovali její členové na kandidátní listině Klubu angažovaných nestraníků. V lednu 1993 uzavřela Koruna Česká smlouvu o politickém partnerství s Křesťanskodemokratickou stranou a v průběhu let 1993–1995 s ní spolupracovala při různých veřejných aktivitách.
Roku 1997 se stal představeným KČ Dalibor Pták, v červnu 1999 byl představeným zvolen Milan Schelinger. V roce 1998 hnutí změnilo název na KORUNA ČESKÁ, Monarchistické hnutí Čech, Moravy a Slezska. Od roku 2000 začala v KČ narůstat první krize a několik členů Představenstva rezignovalo, vytrácela se aktivita členské základny. Jako nová cesta byla zvolena transformace hnutí na politickou stranu. O tuto změnu se nejvíce zasloužilo vedení hnutí v letech 2000–2003, kdy dokázalo utvořit z royalistického hnutí zcela legální monarchistickou politickou stranu. Ve vedení tehdy stál jako představený Milan Schelinger a první místopředseda Svatopluk Haugwitz, který nově zpracoval statut strany. Na X. generálním sněmu v prosinci 2001 došlo k úpravě stanov, která představeného strany nahradila předsedou a představenstvo předsednictvem. V květnu 2003 rezignoval Milan Schelinger na funkci předsedy KČ. 6. května 2003 byla Ministerstvem vnitra ČR zaregistrována změna stanov, čímž se Koruna Česká stala politickou stranou.

### Politická strana

#### Předsednictví Václava Srba (2003 až 2014)
Roku 2003 na XII. Generálním sněmu byla dokončena transformace KČ na politickou stranu a novým předsedou se stal Václav Srb, do té doby český zemský hejtman. Začátek jeho funkce byl spojen s bojem proti falešným řádům a falešným šlechticům, kteří znevěrohodňovali stranu.
Od roku 2004 se KČ pravidelně účastní voleb. Ve volbách do Poslanecké sněmovny PČR v roce 2006 získala celostátně 7 293 hlasů (0,13 %). První konkrétnější úspěchy zaznamenala v komunálních volbách; KČ získala zastupitele v několika menších obcích (například Pohleď, Pohořelice). Pravidelná účast ve volbách pomohla aktivizovat členskou základnu.
V roce 2007 se takzvanou Veltrubskou výzvou aktivizovala legitimistická platforma, která začala pro celou stranu prosazovat legitimistický program (tedy aby se panovníkem stal zákonný dědic posledního českého krále), zatímco do té doby KČ oficiálně usilovala pouze o obnovení monarchie, zatímco otázku obsazení panovnického úřadu nechávala otevřenou. Postupně se legitimistický program ustálil jako oficiální program KČ.
Ve volbách do Poslanecké sněmovny PČR v roce 2010 postavila strana kvůli neúnosně vysoké volební kauci kandidátky jen v pěti krajích, ve kterých dosáhla výsledků mezi 0,12 a 0,24 %.
V březnu 2011 byla v rámci KČ založena Konzervativní platforma, silně kritická vůči vedení strany. V říjnu 2011 tento proces vyvrcholil skutečnou vnitrostranickou krizí. Zahájila ji shromáždění slezských a moravských monarchistů, kteří svá setkání prohlásili za zemské sněmy a v obou případech vydali seznamy požadavků vůči předsednictvu strany, včetně odstoupení předsedy Václava Srba. Předsednictvo KČ tato shromáždění jako sněmy neuznalo, neboť nebyly řádně oznámeny a účast na nich byla jen výběrová. Ke konečnému střetu došlo v listopadu na XX. Generálním sněmu KČ, kde byla Konzervativní platforma přehlasována a ve svém snažení neuspěla. Řada jejích členů poté opustila stranu úplně a část z nich založila konzervativně-nacionalistické Monarchistické občanské sdružení MONOS, které později pokračovalo v kritice KČ zvenku.
Ve volbách do zastupitelstev krajů 2012 dosáhla nejvyššího výsledku 0,79 % v Olomouckém kraji.

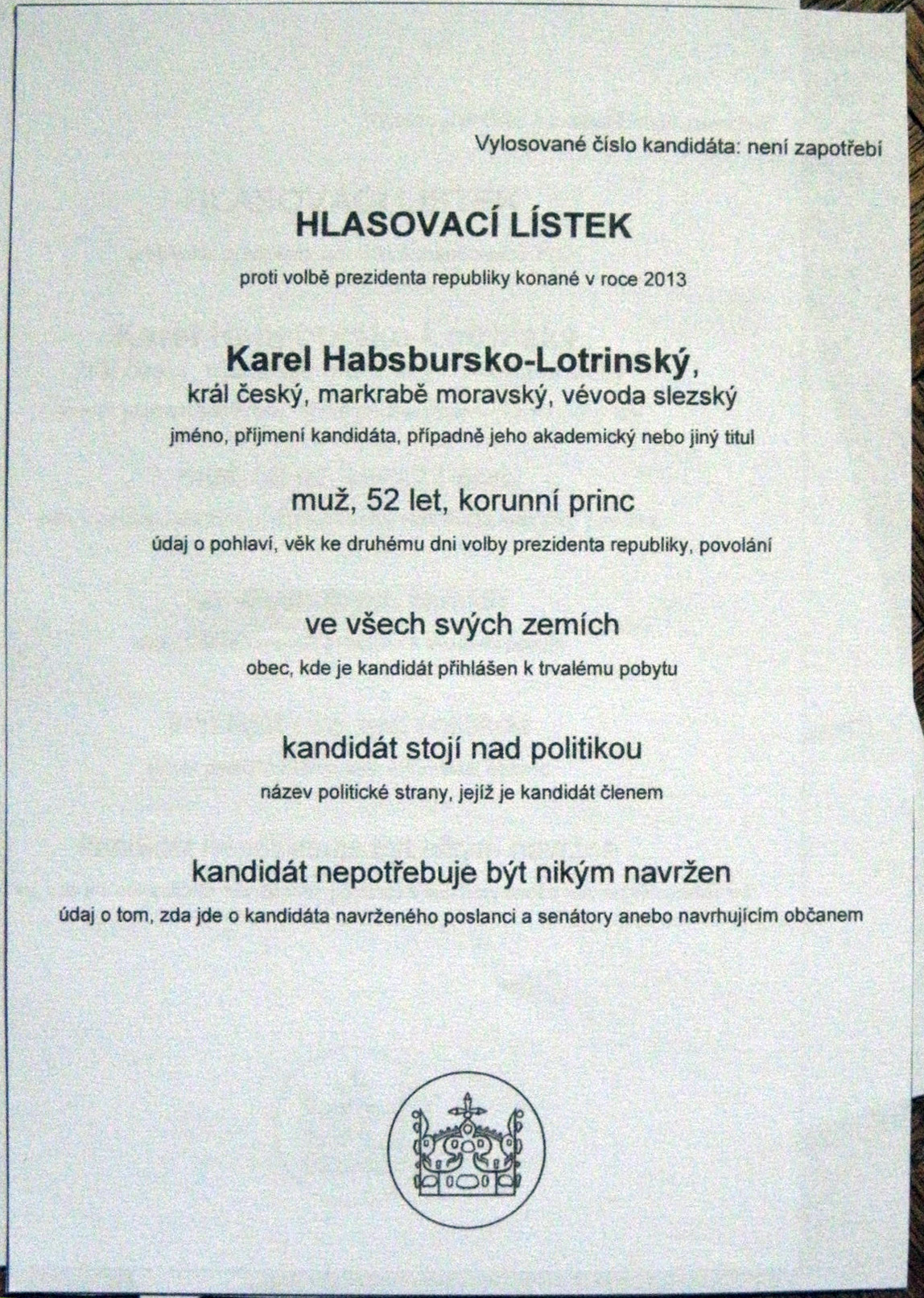
Královský hlasovací lístek vytvořený Korunou Českou jako forma protestu proti prezidentským volbám v roce 2013.

V první přímé volbě prezidenta v roce 2013 Koruna Česká záměrně nepostavila svého kandidáta, neboť funkci prezidenta z principu odmítá. Část členů podporovala nezávislého kandidáta sochaře Emila Adamce, který sám prosazoval monarchistický program, ten však nezískal potřebný počet podpisů pro registraci. Před samotnou volbou došlo k menšímu sporu v rámci členské základny: Část strany usilovala o to, aby předsednictvo vydalo členské základně pokyn volit knížete Karla Schwarzenberga, jakožto šlechtice a přítele královského rodu, druhá část členů KČ však nepovažovala knížete za monarchistu a prosazovala, aby byly prezidentské volby jasně odmítnuty. Vedení KČ nakonec v této otázce zaujalo neutrální postoj s tím, že volbu prezidenta v principu odmítá, ale chtějí-li členové někoho volit, doporučuje jim knížete Schwarzenberga, a následně KČ gratulovala Karlu Schwarzenbergovi k postupu do druhého kola. Někteří monarchisté také získali pozornost médií vytvořením vlastního volebního lístku, vyjadřujícího volbu Karla Habsbursko-Lotrinského, následníka českého trůnu.
Ve volbách do Poslanecké sněmovny PČR v roce 2013 postavila KČ kandidátky v jedenácti krajích, kde dosáhla výsledků mezi 0,15 % (Pardubický kraj) a 0,31 % (Olomoucký kraj). Lokálně nejúspěšnější byla v obci Hlinná na Litoměřicku se ziskem 16 %, což si získalo pozornost regionálních médií. Ve volbách do Senátu PČR v roce 2014 Koruna Česká uspěla v obvodu č. 9 – Plzeň-město, kde zvítězil její společný kandidát s ODS, Lumír Aschenbrenner.

#### Předsednictví Petra Nohela (2014 až 2018)
Na XXIII. Generálním sněmu Koruny České 29. listopadu 2014 došlo k velké změně ve vedení strany. Václav Srb odešel z funkce předsedy, novým předsedou se stal Petr Nohel, který byl z dvojice kandidátů zvolen 72 % hlasů. Jeho protikandidát Petr Krátký byl pak zvolen místopředsedou. Českým zemským hejtmanem se stal Jan Bárta, moravským Pavel Andrš a slezským Jaroslav Vavříček.
Pro volby do Poslanecké sněmovny PČR 2017 vyjednala Koruna Česká společný postup s názorově blízkými stranami, Konzervativní stranou a Klubem angažovaných nestraníků a rozhodli se „v zájmu ochrany hodnot moderního právního státu, parlamentní demokracie a rovné a svobodné soutěže politických stran, které jsou v důsledku aktuálního politického vývoje v naší zemi vážně ohroženy,“ společně podpořit TOP 09 „proto, že jako jediný ze subjektů aktuálně zastoupených v Poslanecké sněmovně, dlouhodobě, konsistentně a věrohodně deklaruje, že nebude na vládní úrovni spolupracovat s politickým hnutím ANO 2011 a jeho reálné politické kroky tomu odpovídají.“ TOP 09 jejich podporu uvítala, pozvala na své kandidátky zástupce těchto tří stran a přizvala je ke spolupráci na volební kampani. Výsledek voleb předseda Petr Nohel označil za neúspěch, avšak zvolenou taktiku Koruny České přesto zhodnotil jako úspěšnou, což zdůvodnil mimo jiné větším zviditelněním Koruny České v médiích a jejím etablováním jako partnera zavedených parlamentních stran.

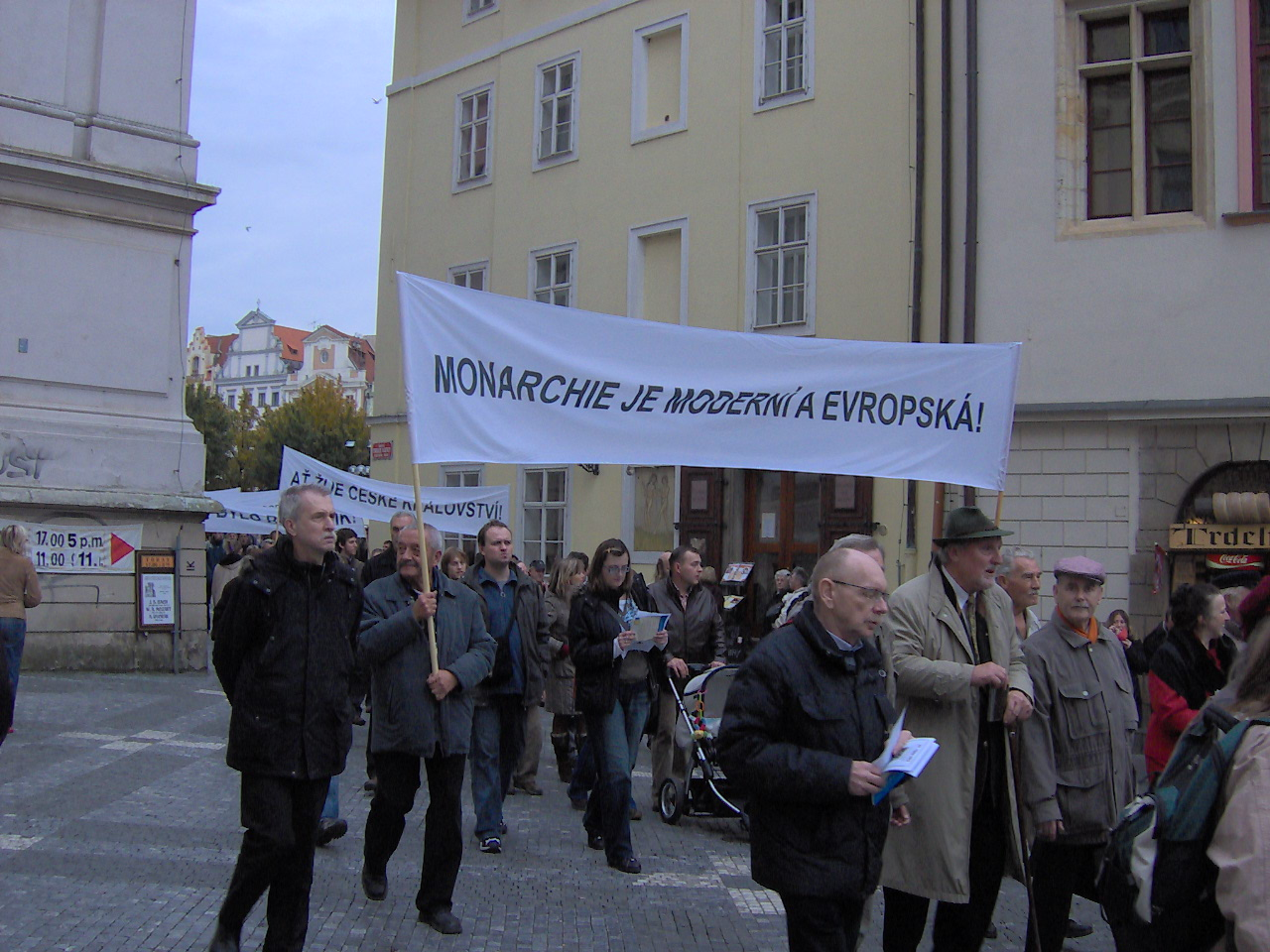
Monarchistický pochod v roce 2009

Pro volbu prezidenta České republiky 2018 zvolila podobný přístup jako v předchozí volbě a doporučila svým členům a příznivcům vhodit do urny fiktivní královský volební lístek podporující Karla Habsbursko-Lotrinského.
Ve volbách do Senátu PČR v roce 2018 postavila Koruna Česká čtyři vlastní kandidáty (mezi nimi byl čestný předseda Václav Srb a někdejší poslanec Augustin Karel Andrle Sylor). Žádný z nich nebyl zvolen, ale v obvodu č. 62 – Prostějov byla zvolena senátorkou Jitka Chalánková, která kandidovala jako nezávislá s podporou Koruny České a Konzervativní strany.[11]
Na podzim 2018, u příležitosti 100. výročí republiky, uspořádala Koruna Česká mnoho akcí s cílem vytvořit alternativu k oficiálním oslavám tohoto výročí. Kromě tradičního Monarchistického pochodu byl 28. října na tiskové konferenci představen Monarchistický manifest 2018, odkazující na třicet let starý Manifest Návrat krále, vydaný Hnutím České děti. Předseda KČ Petr Nohel také poskytl rozsáhlý rozhovor Hospodářským novinám. V listopadu pak Koruna Česká uspořádala odborný seminář ke 100. výročí roku 1918 na Akademii věd.

#### Předsednictví Radima Špačka (2018 až 2023)
Na volebním XXVII. Generálním sněmu Koruny České v listopadu 2018 Petr Nohel už neobhajoval funkci předsedy. Novým předsedou byl zvolen biolog Radim Špaček, který v prvním kole tajné volby porazil sochaře Emila Adamce.
Pro volby do Evropského parlamentu 2019 uzavřela Koruna Česká spolu s dalšími menšími stranami (Konzervativní strana, Sdružení pro Místní Správu, SNK Evropští demokraté) předvolební spolupráci s KDU-ČSL, přičemž jednotlivé strany dodaly své kandidáty na kandidátní listinu KDU-ČSL. Za Korunu Českou to byl její místopředseda Petr Krátký na 18. místě a Nina Nováková na 8. místě (jako společný kandidát podporujících stran).
V červnu 2019 Koruna České získala pozornost médií, když v otevřeném dopise vyzvala českou vládu navrhnout arcivévodu Karla Habsburského na předsedu Evropské komise.

Ve volbách do krajských zastupitelstev v roce 2020 Koruna Česká postavila dvě své kandidátky a to v Plzeňském kraji, kde získala 0.32 %, a v Olomouckém kraji, kde získala 0.28 %. Kandidovala ještě v rámci koalice Pro TOP Vysočinu, kde ji zastupoval Jindřich Holub, ale koalice dosáhla těsně 4,99 % a nezískala tak žádný mandát. Ve stejný rok Koruna Česká nasadila v senátních volbách svého koaličního senátora s ODS Lumíra Aschenbrennera, tentokrát se ale jednalo o koalici ODS, TOP 09, KDU-ČSL, ADS a monarchistů.

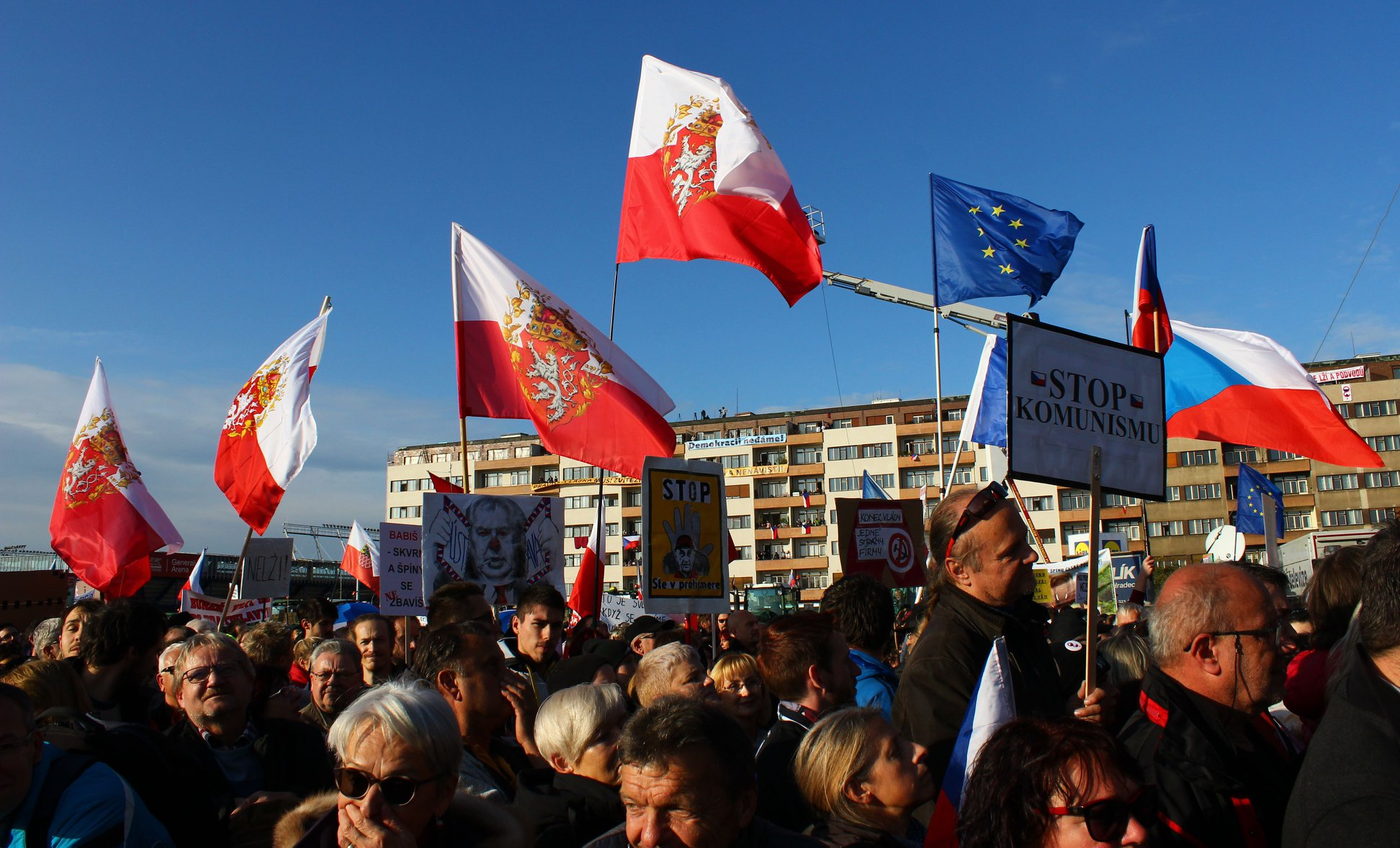
Skupinka monarchistů na manifestaci Znovu za demokracii na Letné v roce 2019.

6. ledna 2021 Koruna Česká společně s Konzervativní stranou a Klubem angažovaných nestraníků nabídla svou podporu koalici SPOLU podobným způsobem, jako ve volbách 2017 podporovali TOP 09. Jednání, která zpočátku vypadala nadějně, se ale následně zadrhla a kvůli neochotě SPOLU jednat o návrzích menších stran nakonec k dohodě nedošlo. Koruna Česká následně 8. května oznámila samostatnou kandidaturu. Slavnostní zahájení kampaně se uskutečnilo 9. srpna v paláci Michny z Vacínova v Praze na Malé Straně. Předseda Radim Špaček představil hlavní programové cíle, především změnu státoprávního uspořádání z republiky na parlamentní monarchii, obnovení zemského zřízení a revizi právního řádu. Kandidaturu Koruny České zdůvodnil slovy „Cítíme, že v současné době je veliká poptávka po tom, aby se změnila česká politika směrem k důstojnosti a slušnosti. Přesně to nabízíme“. Místopředseda Petr Krátký uvedl, že podle průzkumu veřejného mínění je téměř 10 % českých občanů zastánci změny z republiky na monarchii, mezi prvovoliči až 18 %. Na kandidátkách monarchistů byly také členové dalších menších stran, konkrétně Konzervativní strany a Sdružení pro Místní Správu, kandidovali i členové iniciativy Morava 1918. Korunu Českou podpořili například zpěvák Adam Mišík nebo operní pěvkyně Dagmar Pecková.
V roce 2022 se Koruna Česká účastnila voleb do zastupitelstev obcí. Z velkých měst kandidovala v koalicích v Praze, koalice s KONS, KAN a Soukromníky, a v Olomouci v koalici s KONS, Svobodnými a Soukromníky. V těchto městech žádné mandáty nezískala, ale jeden její nominant byl zvolen v rámci sdružení politické strany a nezávislých kandidátů v Opatovicích nad Labem.
Pro volbu prezidenta České republiky 2023 vydala strana fiktivní královský volební lístek jako v předchozích volbách, ale zároveň se zeptala kandidátů před prvním kolem a poté i druhým kolem jestli mají zájem o hlasy monarchistů.

#### Předsednictví Vojtěcha Círuse (od 2023)
1. dubna 2023 se v Kroměříži konal XXX. generální sněm, na kterém byl zvolen nový předseda, dosavadní předseda Radim Špaček se rozhodl o funkci již neucházet. Zvolen byl jediný kandidát a dosavadní generální sekretář Vojtěch Círus.
Dne 7. června 2023 podepsali spolupráci s monarchistickou mládežnickou organizací Mladí monarchisté. Za Korunu Českou deklaraci podepsal předseda Vojtěch Círus a místopředseda Samuel Erbandorf, za Mladé monarchisty jejich předseda Šimon Michalčík a místopředseda František Polydor.
Dne 8. prosince 2023 vydala Koruna Česká spolu s Konzervativní stranou program pro volby do Evropského parlamentu a oznámily, že jsou ochotné vést předvolební vyjednávání. Nakonec Koruna Česká podpořila Tomáše Zdechovského v kandidatuře za koalici SPOLU. Dále podpořila Alexandra Vondru, lídra celé kandidátní listiny a Jana Železného, který za ODS kandidoval z 23. místa.
Pro volby do Senátu v roce 2024 Koruna Česká nasadila dva koaliční kandidáty, v obvodu č. 8  – Rokycany je koaličním kandidátem spolu s TOP 09 a ODS Pavel Karpíšek a v obvodu č. 41 – Benešov je koaličním kandidátem spolu s ODS, Svobodnými a KONS Zdeněk Hraba. Dále se rozhodla podpořit v kandidatuře obhajujícího senátora za ODS Vladislava Vilímce v obvodu č. 11 – Domažlice a nezávislého kandidáta Stanislava Balíka v obvodu č. 65 – Šumperk. Koruna Česká se zároveň rozhodla v krajských volbách kandidovat Plzeňském, Královéhradeckém, Olomouckém, Jihomoravském a Zlínském kraji. V Středočeském kraji podpořila Kateřinu Daczickou, která kandidovala jako č. 6 na kandidátní listině koalice SPOLU. Ve volbách do Senátu v roce 2024 uspěli Zdeněk Hraba, koaliční kandidát, a Stanislav Balík, podpořený nezávislý kandidát.
Na XXXI. generálním sněmu 23. listopadu 2024 si Koruna Česká (monarchistická strana Čech, Moravy a Slezska) změnila zkratku z Monarchiste.cz na Koruna Česká a pevně ukotvila ve stanovách svůj legitimistický postoj. Strana také udělila čestné členství Charlesi A. Coulombovi, Alexanderu Tomskému a Janu Zieglerovi. Řadovým členem předsednictva byl zvolen předseda královéhradecké místní společnosti strany Josef Kudrna.
Strana se účastní voleb do Poslanecké sněmovny v roce 2025. Kandiduje v devíti volebních krajích, konkrétně v Jihočeském, Jihomoravském, Královéhradeckém, Moravskoslezském, Olomouckém, Středočeském a Zlínském kraji a v Praze. Koruně České vyjádřila podporu Konzervativní strana, jejíž členové jsou i na kandidátních listinách monarchistické strany. Celostátním lídrem je čestný předseda Koruny České Václav Srb.

## Program a názory
Mezi hlavní cíle Koruny České patří nenásilný návrat k monarchii (prostřednictvím referenda či celospolečenského konsensu) a obnova českého státu jako svazku historických zemí (Království českého, Markrabství moravského a Vévodství slezského). Institucionální reforma zahrnuje funkci panovníka jako nadstranické hlavy státu, reprezentující národ jako celek, dále zavedení virilních senátorů (získávali by funkci senátora nikoli podle politického principu, ale z titulu významné společenské funkce, například rektoři univerzit, představitelé církví, profesních organizací a podobně), kteří by byli protiváhou politiků, politicky nezávislý Ústavní soud a široké možnosti obecní samosprávy. Dalšími cíli jsou rehabilitace zemské šlechty a obnovení šlechtické titulatury (ovšem bez mocenských privilegií), odstranění národních mýtů z české historie (např. o pobělohorské „době temna“), dialog se všemi bývalými obyvateli českých zemí, ochrana památek a národního kulturního dědictví, obnovení přátelských a spojeneckých svazků mezi středoevropskými národy, obnovení významu armády, ochrana přírody a podpora církví.V otázce Evropské unie je strana mírně euroskeptická. Chce aby bylo Česko aktivnější v EU, ale odmítá „levicové progresivistické myšlenky“ v oblastech práv menšin a zelené politiky, kde strana zastává konzervativní postoje. Dále vyjádřila podporu přijetí eura.
Po ruské invazi na Ukrajinu se strana 26. února a následně 10. března 2022 ve svých vyjádřeních postavila za napadenou Ukrajinu. Tento postoj pak zopakovala ve svém prohlášení ze dne 18. července 2024.

### Otázka následnictví
Podle zákonů dědičnosti považovala velká část členů Koruny České za legitimního nástupce českého královského titulu Ottu Habsbursko-Lotrinského, prvorozeného syna nedobrovolně odstoupivšího posledního českého panovníka Karla I. Ten byl legitimním nástupcem Přemyslovců, Lucemburků, Habsburků a Habsburků-Lotrinků a (vedle ostatních dědičných titulů: arcivévoda rakouský, korunní princ maďarský /resp. uherský/ atd.) byl nositelem mj. titulu „český korunní princ“, který se po jeho smrti přenesl na arcivévodu Karla.
V roce 2024 Koruna Česká oficiálně stvrdila své legitimistické směřování ve svých stanovách.

## Aktivity

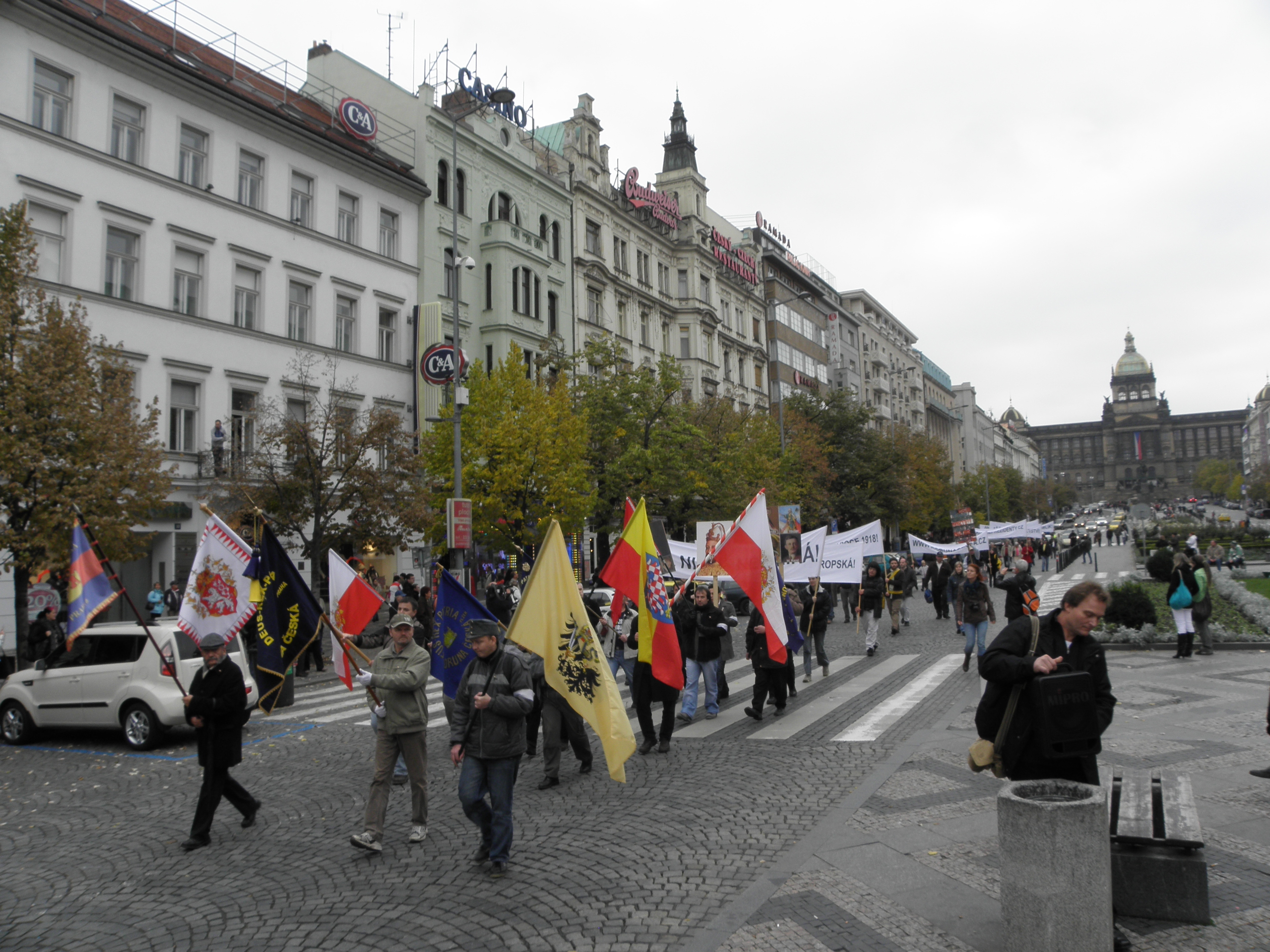
Monarchistický pochod v roce 2011

Kromě politické činnosti a účasti ve volbách vyvíjí Koruna Česká i další aktivity směřující k propagaci myšlenky obnovy českého království:
V souvislosti s prezidentskými volbami v roce 2008 byla zveřejněna petice „Zrušme prezidenty“, upozorňující na nešvary spojené s prezidentskými volbami a na nedostatky republikánského zřízení. V textu petice se mimo jiné uvádí, že hlava státu by měla být nadstranická a sjednocovat různé názorové proudy, což volený prezident z principu nemůže být, a že prezident, který si potřebuje zajistit znovuzvolení, má tendenci jednat ve prospěch vlastní popularity spíše než ve prospěch státu. Po zavedení přímé volby prezidenta v roce 2012 byla původní petice ukončena a zveřejněna nová s pozměněným textem.

Od roku 2008 je obvykle 28. října pořádán Monarchistický pochod, který má upozornit veřejnost na některé zažité mýty o vzniku samostatného československého státu a představit monarchii jako moderní alternativu společenského uspořádání. Účast lidí v jednotlivých ročnících pochodu kolísá, pohybuje se řádově v desítkách až stovkách, v roce 2019 pochodovalo několik stovek lidí. V roce 2016 KČ ke 28. říjnu vydala leták s textem svého člena Jana Drnka, kde zdůvodňuje nesmyslnost slavení státního svátku v tento den.

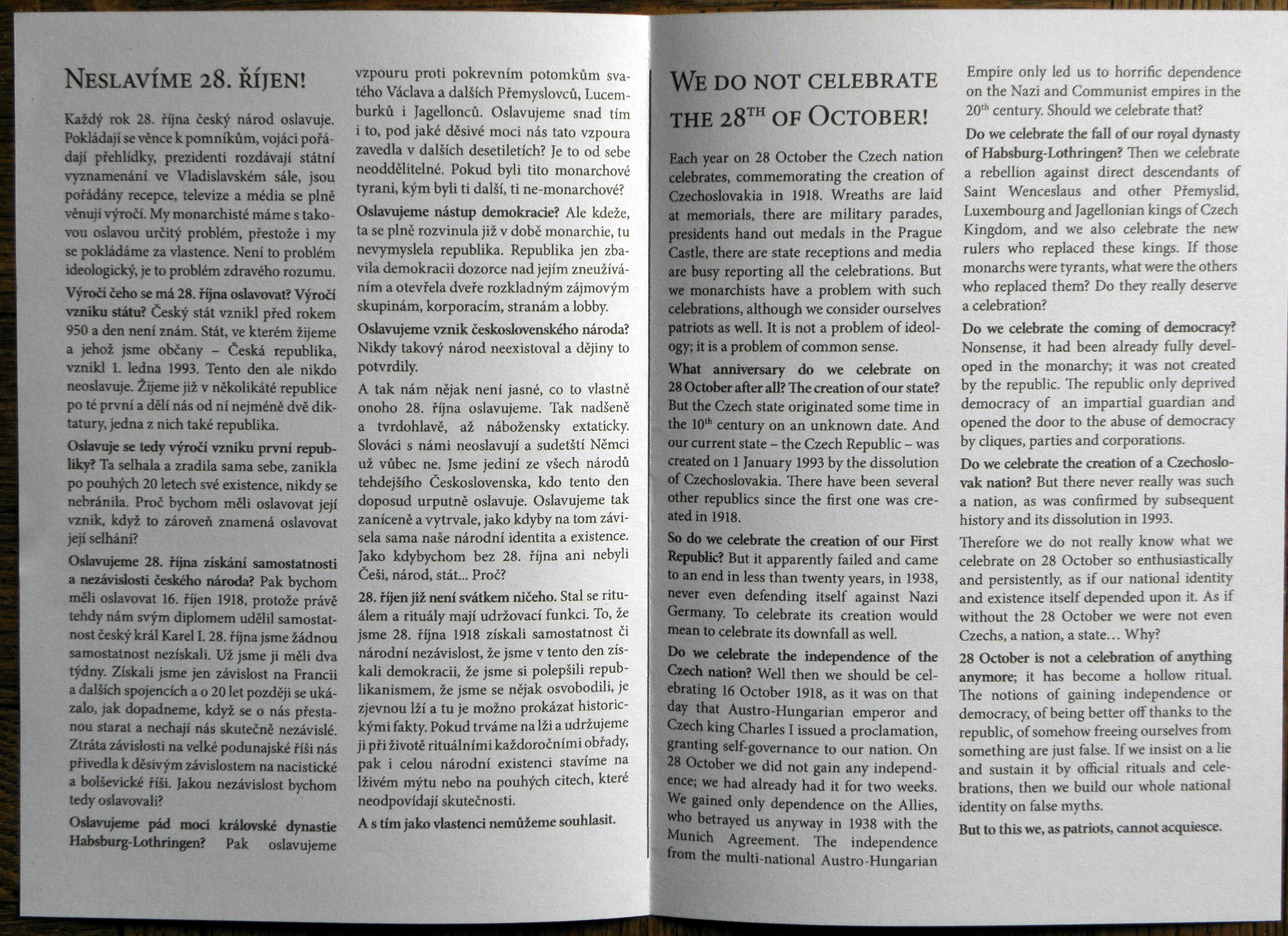
Dvoujazyčný leták s textem zpochybňujícím smysluplnost slavení 28. října jako státního svátku

Koruna Česká se významně angažuje v podpoře svého člena a bývalého místopředsedy Radima Špačka. Ten byl v roce 2015 pravomocně odsouzen k odnětí svobody v případu Nadace pro rozvoj regionů a jejích fondů, ale celá kauza má podezřelé politické a trestně-právními souvislosti a dlouhodobě se jí zabývá nezávislý zpravodajský web HlídacíPes.org, jehož poznatky naznačují, že Radim Špaček je nevinný a jeho odsouzení mělo zakrýt skutečné viníky v celé kauze. Přesvědčení o jeho nevině a neoprávněném odsouzení vyjádřila i evropská komisařka pro spravedlnost, ochranu spotřebitelů a otázky rovnosti pohlaví Věra Jourová, která sama v minulosti čelila podobné kauze. V roce 2016 KČ nominovala Radima Špačka i přes trvající výkon trestu jako kandidáta pro volby do Senátu PČR ve volebním obvodu č. 40 – Kutná Hora. Podle svého prohlášení tak „vznáší protest proti způsobu, jakým bylo vedeno jeho vyšetřování a soudní proces v případu Nadace pro rozvoj regionů a jejích fondů“. Kandidaturu Radima Špačka podpořila řada osobností veřejného i politického života, např. Hana Marvanová, Oldřich Kužílek, Daniel Korte, Michal Lobkowicz a další.
Koruna Česká udržuje styky s dalšími monarchistickými organizacemi z jiných států, především ve střední Evropě. Zástupci KČ se tak účastní Fóra polských monarchistů a dalších akcí.
Členové Koruny České i další monarchisté se zapojili do protivládních protestů v roce 2019 a upozornili na sebe použitím vlajek Českého království. O této aktivitě informovala některá média, například britský server Royal Central.
Koruna Česká a někteří její členové, především Josef Pejřimovský, se aktivně angažovali v úsilí za obnovu Mariánského sloupu na Staroměstském náměstí. Právě účast monarchistů používali někteří odpůrci obnovení sloupu jako jeden z argumentů, proč by sloup obnoven být neměl.
Při příležitosti odchodu Miloše Zemana z úřadu prezidenta mu předsednictvo strany dne 8. března 2023 udělilo „čestné uznání za specifický způsob výkonu funkce prezidentského úřad, který přispěl k propagaci monarchistických ideálů v naší zemi“.

## Královský institut politických nauk
Královský institut politických nauk je think tank založený stranou v roce 2021. Jeho hlavním posláním, jak píše na svých webových stránkách, „je pořádat přednášky, výzkum a publikační činnost směřující k otevřené celospolečenské diskusi o vhodném státním uspořádání naší země a to s respektem k hodnotám, z nichž evropská kultura a civilizace vzešla.“ Členy správní rady institutu jsou historikové Jan Royt a Zdeněk Bezecný, dále bývalý místopředseda Koruny České Petr Krátký a bývalý předseda Koruny České a genealog Petr Nohel, ředitelem je též bývalý předseda Koruny České Václav Srb. První akcí institutu bylo vydání publikace (genealogické studie) Princ Philip, vévoda z Edinburghu od Petra Nohela.

## Organizační struktura a představitelé strany
Základními organizačními jednotkami strany jsou místní společnosti, které vznikají z iniciativy členů a působí na vymezeném území. Každý člen si může svobodně zvolit místní společnost, do které chce příslušet. Místní společnosti se mohou sdružovat do regionálních společností. Regionální společnosti vznikají seskupením alespoň tří místních společností. Vyššími organizačními jednotkami jsou pak tři zemské společnosti, které mají působnost vymezenou historickými zeměmi. V čele každé zemské společnosti stojí zemský hejtman. Zemské společnosti se schází na zemských sněmech, kde jsou voleni hejtmani.
Nejvyšším orgánem Koruny České je Generální sněm, který se schází jednou ročně (tradičně poslední sobotu v listopadu). Mezi jednotlivými sněmy řídí stranu předsednictvo, které je volené generálním sněmem – volební je pravidelně každý čtvrtý sněm. Členy předsednictva se také stávají zemští hejtmani (český, moravský a slezský), kteří jsou voleni příslušnými zemskými sněmy.

### Předsednictvo
Aktuální složení předsednictva vzešlého z XXX. generálního sněmu konaného 1. dubna 2023 v Kroměříži a upraveného na XXXI. generálním sněmu konaném 23. listopadu 2024 v Praze:
- předseda – Vojtěch Círus
- místopředseda – Luboš Samuel Erbandorf
- generální sekretář – Martin Váňa
- zemští hejtmani:
  - český zemský hejtman – Luboš Samuel Erbandorf
  - moravský zemský hejtman – Pavel Andrš
  - slezský zemský hejtman – Romana Hegrová
- další členové předsednictva: Jiří Čížek, Matěj Čadil, Jindřich Holub, Jan Konrád, Miroslav Pošvář, Josef Kudrna

### Předsedové Koruny České
| Pořadí | Osoba            | Fotografie | Období                                  | Délka výkonu funkce |
| ------ | ---------------- | ---------- | --------------------------------------- | ------------------- |
| 1.     | Dalibor Stejskal |            | 19. prosince 1991 – 24. února 1996      | 4 roky a 67 dní     |
| 2.     | Dalibor Pták     |            | 24. února 1996 – 3. června 1999         | 3 roky a 99 dní     |
| 3.     | Milan Schelinger |            | 3. června 1999 – 29. listopadu 2003     | 4 roky a 179 dní    |
| 4.     | Václav Srb       |            | 29. listopadu 2003 – 29. listopadu 2014 | 11 let a 0 dní      |
| 5.     | Petr Nohel       |            | 29. listopadu 2014 – 24. listopadu 2018 | 3 roky a 360 dní    |
| 6.     | Radim Špaček     |            | 24. listopadu 2018 – 1. dubna 2023      | 4 roky a 128 dní    |
| 7.     | Vojtěch Círus    |            | od 1. dubna 2023                        | 2 roky a 141 dní    |

### Historie vedení strany
Následující část představuje seznam členů předsednictva strany od roku 2003 podle zápisu v rejstříku politických stran a politických hnutí. V závorkách jsou uvedeny roky, kdy dotyčná osoba na daném postu působila, pokud období působení nekoresponduje s volebním obdobím předsednictva.

#### 2003–2014
- Předseda: Václav Srb
- Zástupce představeného: Karel Marcel (2003–2009)
- Zástupce představeného: Jaroslav Foltýn (2005–2009)
- 1. místopředseda: Jindřich Jenček (2009–2014)
- 2. místopředseda: Petr Krátký (2009–2014)
- Místopředseda: Petr Nohel (2010–2014)
- Místopředseda: Radim Špaček (2010–2014)
- Český zemský hejtman: Jan Drnek (2009–2010)
- Český zemský hejtman: Jaroslav Konečný (2010–2014)
- Moravský zemský hejtman: Luboš Velecký (2009–2012)
- Moravský zemský hejtman: Pavel Andrš (2012–2014)
- Slezský zemský hejtman: Jaromír Fojtík (2010–2013)
- Slezský zemský hejtman: Vítězslav Oram (2013–2014)
- Člen předsednictva: Josef Petr (2013–2014)
- Člen předsednictva: Jan Drnek (2010–2014)
- Člen předsednictva: Josef Pejřimovský (2010–2014)
- Člen předsednictva: Tomáš Bača (2009–2010)
- Člen předsednictva: Kristina Strachová (2009–2010)
- Člen předsednictva: Tomáš Pavlica (2009–2010)

#### 2014–2018
- Předseda: Petr Nohel
- Místopředseda: Petr Krátký
- Český zemský hejtman: Jan Bárta (2016–2018)
- Moravský zemský hejtman: Pavel Andrš (2014–2017)
- Moravský zemský hejtman: Jiří Čížek (2017–2018)
- Slezský zemský hejtman: Vítězslav Oram (2014–2016)
- Slezský zemský hejtman: Jaroslav Vavříček (2016–2018)
- Člen předsednictva: Jan Bárta (2014–2016 a 2018)
- Člen předsednictva: Josef Petr (2014–2017)
- Člen předsednictva: Svatopluk Novotný (2016–2018)
- Člen předsednictva: Jindřich Holub (2017–2018)
- Člen předsednictva: Jan Drnek
- Člen předsednictva: Josef Pejřimovský

#### 2018–2023
- Předseda: Radim Špaček
- Místopředseda: Petr Krátký
- Český zemský hejtman: Svatopluk Novotný (2018–2021)
- Český zemský hejtman: Luboš Samuel Erbandorf (2022–2023)
- Moravský zemský hejtman: Jiří Čížek
- Slezský zemský hejtman: Jaroslav Vavříček
- Člen předsednictva: Jindřich Holub
- Člen předsednictva: Jan Drnek (2018–2021)
- Člen předsednictva: Libor Novák
- Člen předsednictva: Matěj Čadil
- Člen předsednictva: Miroslav Pošvář
- Člen předsednictva: Theodoros Sarkisjan (2018–2020)
- Člen předsednictva: Luboš Samuel Tomek (2018–2022)
- Člen předsednictva: Gabriel-Max Nathaniel Filip Aras (2022–2023)
- Člen předsednictva: Miloš Kánský (2022–2023)
- Generální sekretář: Vojtěch Círus

#### Od 2023
- Předseda: Vojtěch Círus
- Místopředseda: Luboš Samuel Erbandorf
- Český zemský hejtman: Luboš Samuel Erbandorf
- Moravský zemský hejtman: Pavel Andrš
- Slezský zemský hejtman: Romana Hegrová
- Člen předsednictva: Jiří Čížek
- Člen předsednictva: Matěj Čadil
- Člen předsednictva: Jindřich Holub
- Člen předsednictva: Jan Konrád
- Člen předsednictva: Miroslav Pošvář
- Člen předsednictva: Josef Kudrna (od 2024)
- Generální sekretářka: Kateřina Boušková (2023–2024)
- Generální sekretář: Martin Váňa (od 2024)

### Čestní členové Koruny České
Od roku 2015 uděluje Koruna Česká na svých generálních sněmech čestné členství významným osobnostem veřejného života, kteří jsou se stranou myšlenkově spřízněni a významně se zasloužili o propagaci jejích myšlenek. Čestné členství v Koruně České bylo uděleno těmto osobnostem:
- 2015: Milan Buben, Jan Royt, Jaroslav Maxmilián Kašparů
- 2016: Jiří Rak, Jan Drocár
- 2017: Hugo Mensdorff-Pouilly, Jan Vrabec
- 2022: Zdeněk Prázdný – v březnu 2024 se jej zřekl[72]
- 2024: Charles A. Coulombe, Alexander Tomský, Jan Ziegler

Vedle čestných členů existuje ještě čestná funkce čestný předseda, kterou zastává bývalý předseda Václav Srb.

## Vývoj členské základny
Hlavní data o vývoji počtu členstva lze najít v kronice strany od Jana Drnka, ta končí v roce 2016.
| Rok          | Počet členů | Počet příznivců |
| ------------ | ----------- | --------------- |
| 19. 12. 1991 | 321         |                 |
| 23. 1. 1996  | 245         |                 |
| 3. 12. 1996  | 252         |                 |
| 1999         | 175         | 560             |
| 20. 3. 2000  | 184         |                 |
| 3. 9. 2006   | 278         | 105             |
| 19. 1. 2008  | 343         | 169             |
| 2009         | 964         | 964             |
| 12. 1. 2010  | 644         | 644             |
| 10. 8. 2010  | 186         | 249             |
| 12. 1. 2011  | 199         | 243             |
| 13. 3. 2013  | 223         | 254             |
| 14. 5. 2015  | 195         | 81              |
| 23. 11. 2024 | 309         | 159             |

## Volební výsledky

### Volby do České národní rady
| Volby | Hlasy                | Hlasy                | Hlasy | Mandáty |
| Volby | Počet                | %                    | ±%    | Mandáty |
| ----- | -------------------- | -------------------- | ----- | ------- |
| 1992  | podpora KAN – 2,69 % | podpora KAN – 2,69 % |       | 0/200   |

### Volby do Poslanecké sněmovny
| Volby | Hlasy                   | Hlasy                   | Hlasy         | Mandáty |
| Volby | Počet                   | %                       | ±%            | Mandáty |
| ----- | ----------------------- | ----------------------- | ------------- | ------- |
| 2006  | 7 293                   | 0,13 %                  |               | 0/200   |
| 2010  | 4 024                   | 0,07 %                  | ▼0,06         | 0/200   |
| 2013  | 8 932                   | 0,17 %                  | ▲0,10         | 0/200   |
| 2017  | podpora TOP 09 – 5,31 % | podpora TOP 09 – 5,31 % |               | 0/200   |
| 2021  | 8 635                   | 0,16 %                  | ▼0,01         | 0/200   |
| 2025  | bude oznámeno           | bude oznámeno           | bude oznámeno | 0/200   |

### Volby do Senátu
| Volby | Kandidát                                   | Výsledek v 1. kole | Výsledek v 1. kole  | Výsledek v 1. kole  | Výsledek v 2. kole  | Výsledek v 2. kole  | Mandáty |
| Volby | Kandidát                                   | obvod              | hlasů               | %                   | hlasů               | %                   | Mandáty |
| ----- | ------------------------------------------ | ------------------ | ------------------- | ------------------- | ------------------- | ------------------- | ------- |
| 2004  | Jaromír Grumlík                            | č. 10              | Kandidatura zrušena | Kandidatura zrušena | Kandidatura zrušena | Kandidatura zrušena | 0/27    |
| 2004  | Václav Srb                                 | č. 34              | 315                 | 0,99 %              | Nepostoupil         | Nepostoupil         | 0/27    |
| 2004  | Adam Bubna-Litic                           | č. 46              | 354                 | 1,21 %              | Nepostoupil         | Nepostoupil         | 0/27    |
| 2004  | Marie Alžběta Salm-Reifferscheidt-Raitzová | č. 49              | 521                 | 1,71 %              | Nepostoupila        | Nepostoupila        | 0/27    |
| 2006  | Václav Srb                                 | č. 26              | 272                 | 0,79 %              | Nepostoupil         | Nepostoupil         | 0/27    |
| 2008  | Oldřich Kodeda                             | č. 9               | 917                 | 2,27 %              | Nepostoupil         | Nepostoupil         | 0/27    |
| 2010  | Oldřich Kodeda                             | č. 7               | 592                 | 1,35 %              | Nepostoupil         | Nepostoupil         | 0/27    |
| 2010  | Josef Mrocek                               | č. 40              | 236                 | 0,55 %              | Nepostoupil         | Nepostoupil         | 0/27    |
| 2012  | Václav Srb                                 | č. 26              | 319                 | 1,40 %              | Nepostoupil         | Nepostoupil         | 0/27    |
| 2014  | Lumír Aschenbrenner                        | č. 9               | 7 783               | 24,72 %             | 8 885               | 54,26 %             | 1/27    |
| 2016  | Radim Špaček                               | č. 40              | 1 024               | 3,17 %              | Nepostoupil         | Nepostoupil         | 0/27    |
| 2016  | Jiří Nápravník                             | č. 52              | 644                 | 1,83 %              | Nepostoupil         | Nepostoupil         | 0/27    |
| 2016  | Lubomír Žalud                              | č. 58              | 438                 | 1,33 %              | Nepostoupil         | Nepostoupil         | 0/27    |
| 2016  | Pavel Andrš                                | č. 61              | 556                 | 1,50 %              | Nepostoupil         | Nepostoupil         | 0/27    |
| 2016  | Petr Šico                                  | č. 76              | 643                 | 2,09 %              | Nepostoupil         | Nepostoupil         | 0/27    |
| 2018  | Václav Srb                                 | č. 26              | 234                 | 0,69 %              | Nepostoupil         | Nepostoupil         | 1/27    |
| 2018  | Augustin Karel Andrle Sylor                | č. 44              | 181                 | 0,36 %              | Nepostoupil         | Nepostoupil         | 1/27    |
| 2018  | Richard Andrle Sylor                       | č. 50              | 864                 | 2,20 %              | Nepostoupil         | Nepostoupil         | 1/27    |
| 2018  | Emil Adamec                                | č. 59              | 164                 | 0,55 %              | Nepostoupil         | Nepostoupil         | 1/27    |
| 2018  | Jitka Chalánková                           | č. 62              | 5 370               | 12,68 %             | 8 472               | 59,85 %             | 1/27    |
| 2020  | Lumír Aschenbrenner                        | č. 9               | 13 151              | 34,93 %             | 8 425               | 59,33 %             | 1/27    |
| 2022  | Kateřina Daczická                          | č. 40              | 6 857               | 14,61 %             | Nepostoupila        | Nepostoupila        | 0/27    |
| 2024  | Pavel Karpíšek                             | č. 8               | 6 921               | 20,23 %             | Nepostoupil         | Nepostoupil         | 2/27    |
| 2024  | Vladislav Vilímec                          | č. 11              | 4 478               | 15,70 %             | 6 999               | 44,90 %             | 2/27    |
| 2024  | Zdeněk Hraba                               | č. 41              | 14 029              | 33,28 %             | 15 754              | 67,10 %             | 2/27    |
| 2024  | Stanislav Balík                            | č. 65              | 11 032              | 44,38 %             | 9 812               | 54,25 %             | 2/27    |

#### Senátoři
Níže jsou uvedeni senátoři podle svého volebního období, tučně jsou označeni současní.

##### 2014–2020
- Lumír Aschenbrenner (koaliční kandidát ODS a Koruna Česká)[77][78]

##### 2018–2024
- Jitka Chalánková (nezávislá kandidátka podpořená KONS a Koruna Česká)[77]

##### 2020–2026
- Lumír Aschenbrenner (koaliční kandidát ODS, TOP 09, KDU-ČSL, ADS a Koruna Česká)[79][77]

##### 2024–2030
- Zdeněk Hraba (koaliční kandidát ODS, KONS, Svobodní a Koruna Česká)[80][81]
- Stanislav Balík (nezávislý kandidát podpořený ODS, KDU-ČSL, KONS a Koruna Česká)[82][83]

### Volby do Evropského parlamentu
| Volby | Hlasy                    | Hlasy                    | Hlasy | Mandáty |
| Volby | Počet                    | %                        | ±%    | Mandáty |
| ----- | ------------------------ | ------------------------ | ----- | ------- |
| 2004  | 4 532                    | 0,21                     |       | 0/24    |
| 2009  | 4 449                    | 0,19                     | ▼0,02 | 0/22    |
| 2014  | 2 434                    | 0,16                     | ▼0,03 | 0/21    |
| 2019  | podpora KDU-ČSL – 7,24 % | podpora KDU-ČSL – 7,24 % |       | 0/21    |
| 2024  | podpora SPOLU – 22,27 %  | podpora SPOLU – 22,27 %  |       | 0/21    |

### Volby do zastupitelstev krajů
| Volby | Hlasy | Hlasy  | Hlasy | Mandáty |
| Volby | Počet | %      | ±%    | Mandáty |
| ----- | ----- | ------ | ----- | ------- |
| 2004  | 2 194 | 0,10 % |       | 0/675   |
| 2008  | 1 915 | 0,06 % | ▼0,04 | 0/675   |
| 2012  | 2 528 | 0,09 % | ▲0,03 | 0/675   |
| 2016  | 4 207 | 0,16 % | ▲0,07 | 0/675   |
| 2020  | 1 103 | 0,03 % | ▼0,13 | 0/675   |
| 2024  | 1 958 | 0,08 % | ▲0,05 | 0/685   |

### Volby do zastupitelstev obcí
| Volby | Hlasy  | Hlasy  | Hlasy  | Mandáty | Mandáty |
| Volby | Počet  | %      | ±%     | Počet   | ±       |
| ----- | ------ | ------ | ------ | ------- | ------- |
| 2002  | 1 856  | 0,00 % |        | 0/62494 |         |
| 2006  | 31 604 | 0,03 % | ▲0,03  | 4/62426 | ▲ 4     |
| 2010  | 8 695  | 0,01 % | ▼0,02  | 2/62178 | ▼ 2     |
| 2014  | 24 573 | 0,02 % | ▲0,01  | 2/62121 | ▬ 0     |
| 2018  | 26 255 | 0,01 % | ▼ 0,01 | 6/61950 | ▲ 4     |
| 2022  | 22 794 | 0,01 % | ▬ 0    | 4/61780 | ▼ 2     |

#### Starostové a obecní zastupitelé
Počítáni jsou zastupitelé, kteří byli nominováni Korunou Českou, jsou jejími členy nebo byli zmíněni v kronice strany.

##### 2006–2010
- Jindřich Holub (starosta obce Pohleď)[6]
- Jana Novotná (místostarosta obce Skomelno)[6]
- Josef Hrabovský (zastupitel města Pohořelice)[6]
- Petr Janů (zastupitel obce Lučice)[6]

- Jiří Pospíšil (zastupitel obce Křenovice v letech 2009–2010)[6]

##### 2010–2014
- Jindřich Holub (starosta obce Pohleď)[6]
- Iva Brachtelová (zastupitelka obce Kozolupy)[6]

##### 2014–2018
- Jindřich Holub (starosta obce Pohleď)[6]

- Pavel Ondrůj (zastupitel městysu Olbramkostel)[85]

##### 2018–2022
- Jindřich Holub (starosta obce Pohleď)[86]
- Jaroslav Vavříček (zastupitel obce Jakartovice)[86]
- Jaroslav Kolbek (zastupitel obce Pletený Újezd)[86]
- Daniela Krausová (zastupitelka obce Pchery)[87]
- Michal Pulchart (zastupitel obce Pchery)[88]
- Dagmar Wittbergerová (zastupitelka městské části Praha-Dolní Počernice)[89]

##### 2022–2026
- Nathaniel Filip de Aras (zastupitel obce Opatovice nad Labem)[90][91]
- Jindřich Holub (starosta obce Pohleď)[90][92]
- Jan Konrád (zastupitel obce Okrouhlá)[93][94]
- Vladislav Pečinka (zastupitel města Horní Benešov)[95][96]

## Historie názvu a zkratky

### Historie názvu a zkratky

#### Název
- KORUNA ČESKÁ, Royalistické hnutí Čech, Moravy a Slezska – (29. 8. 1991 – 30. 6. 1998)[6]
- KORUNA ČESKÁ, Monarchistické hnutí Čech, Moravy a Slezska – (30. 6. 1998 – 11. 6. 2004)[6][97]
- Koruna Česká (monarchistická strana Čech, Moravy a Slezska) – (od 11. 6. 2004)

#### Zkratka
- KČ – (29. 8. 1991 – 28. 8. 2018)
- Monarchiste.cz – (28. 8. 2018 – 11. 2. 2025)
- Koruna Česká (od 11. 2. 2025)[98]

## Loga strany

Logo používané minimálně od roku 2013.
Logo používané od roku 2021 souběžně s předchozími.